# George Grey (6e comte de Stamford)
Pour les articles homonymes, voir George Grey (homonymie) et Grey.
George Harry Booth-Grey, 6e comte de Stamford et 2e comte de Warrington (31 octobre 1765 - 26 avril 1845), portant le titre de Lord Grey entre 1768 et 1819, est un pair et parlementaire britannique.

## Biographie
Il est le fils aîné de George Grey et de son épouse, Henrietta Cavendish Bentinck. Il fait ses études au Winchester College et au Trinity College, à Cambridge. De 1790 à 1796, il est le député whig d’Aldeburgh. Il se présente à Grampound et Saint-Germain, perdant le premier mais représentant le dernier de 1796 à 1802.

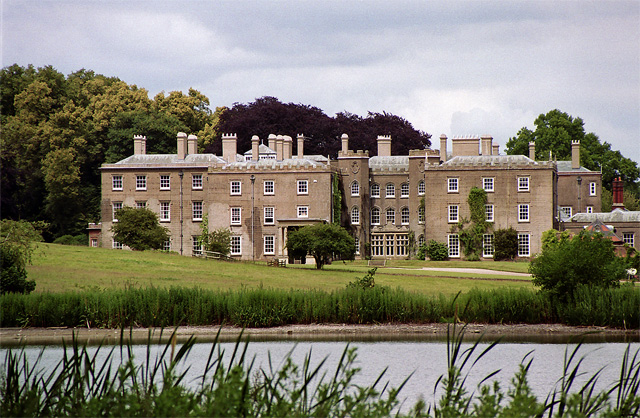
Enville Hall, Staffordshire

En 1819, il succède à son père comme comte de Stamford et Warrington, héritant des domaines familiaux d'Enville, dans le Staffordshire, de Bradgate Park dans le Leicestershire, de Dunham Massey Hall dans le Cheshire et de Stalybridge dans le Lancashire. Il est nommé lord-lieutenant du Cheshire en 1819 et en 1827, succède à George Cholmondeley au poste de vice-amiral et de chambellan du comté.
Le 23 décembre 1797, il épouse Henrietta Charlotte Charteris, sœur de Francis Douglas.
Ils vivent à Enville Hall, siège de la famille, et ont quatre enfants survivants: 
- George Harry (1802 – 1835), futur baron Gray de Groby par décret d'accélération, épouse Catherine Charteris Wemyss en 1824 et a: 
  - George Grey, son successeur
  - Margaret Henrietta Maria (1825-1852), mariée à Henry John Milbank
- Henrietta Charlotte (1799-1866), mariée à James Thomas Law (un prêtre; fils de George Henry Law, évêque de Chester et de Bath and Wells)
- Jane (1803-1877), épouse John Walsh.

À sa mort à Enville Hall en 1845, ses titres principaux reviennent à son petit-fils, George Grey, son père convoqué en tant que 8e baron Grey de Groby en 1832 étant décédé en 1835.